# Шапченски манастир
Шапченският манастир „Свети Антоний“ (на гръцки: Αγίου Αντώνιου Σιάπκας) е ставропигиален женски манастир на Вселенската патриаршия в Република Гърция, разположен на територията на дем Сервия, област Западна Македония.
Манастирът е в едноименната планина Шапка (Титарос), на 12 km югоизточно от Кастания и на 20 km от Сервия. Датата на основаване е неизвестна, като първото сведение за манастира е от 1750 година в алилографията на прелата Константий. До края на XVIII век е под юрисдикцията на Еласонската епархия и за известно време е метох на манастира „Света Троица Лариу“. При прелатството на Констанций около 1750 е изоставен от монасите, които се преместват в Демерадес, където имат метох, който бавно се превръща в главния манастир.
Манастирът е построен във византийски стил като малка крепост. Фреските и иконите в църквата са с висока стойност.